# Burgruine Neideck

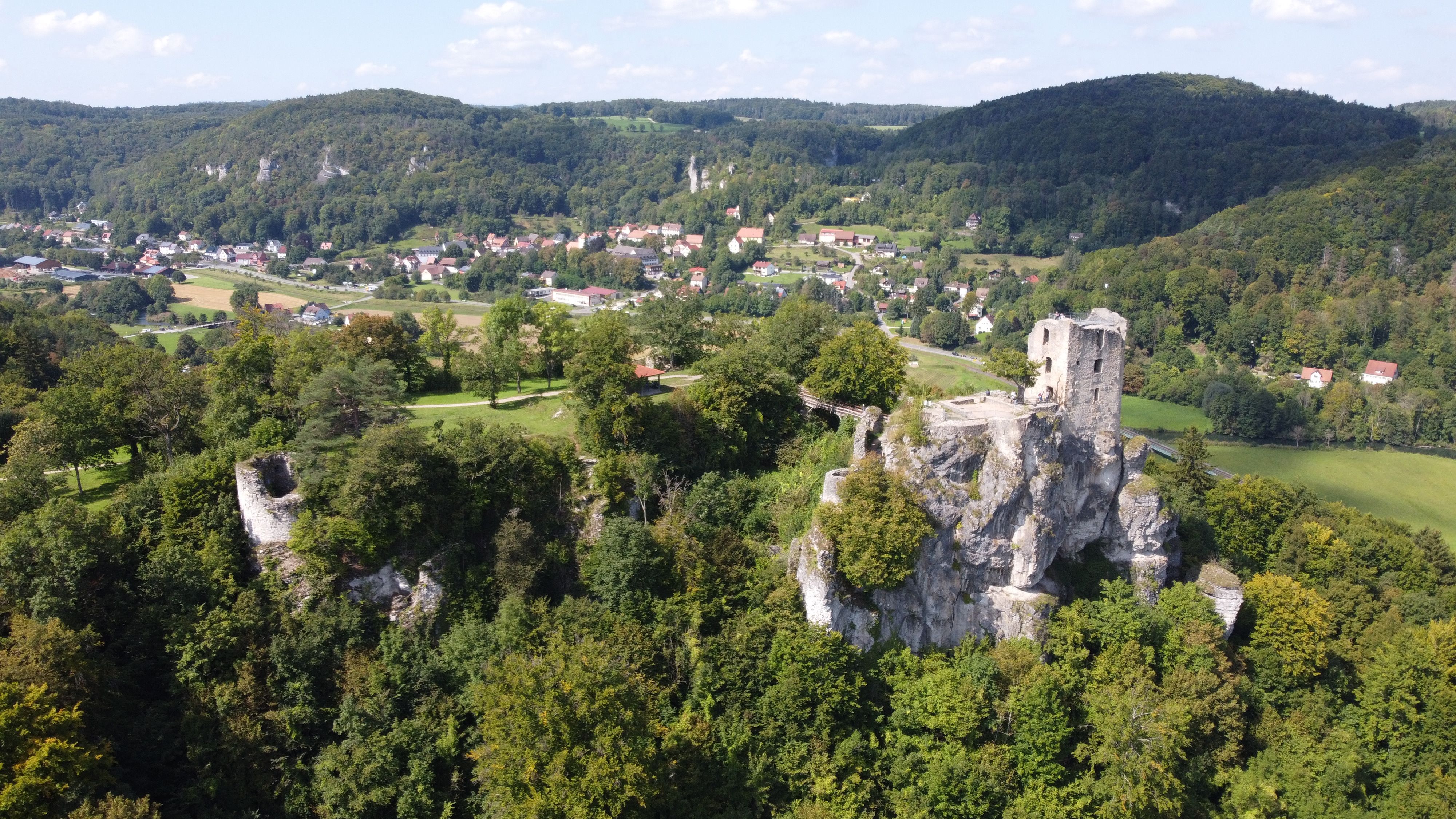
Luftaufnahme der Burgruine Neideck von Osten, im Hintergrund Streitberg.

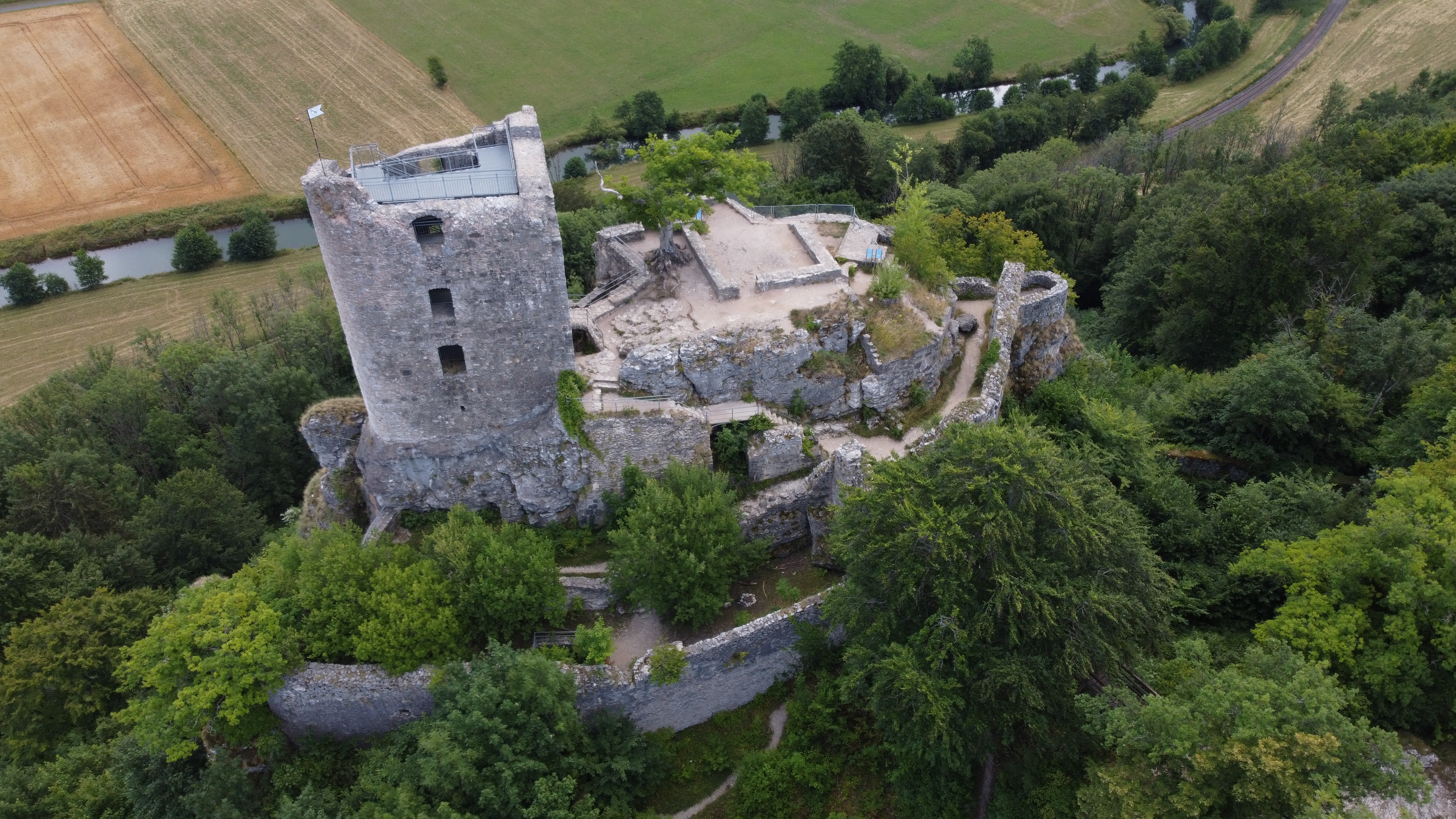
Luftbild der Hauptburg von Westen (2022)

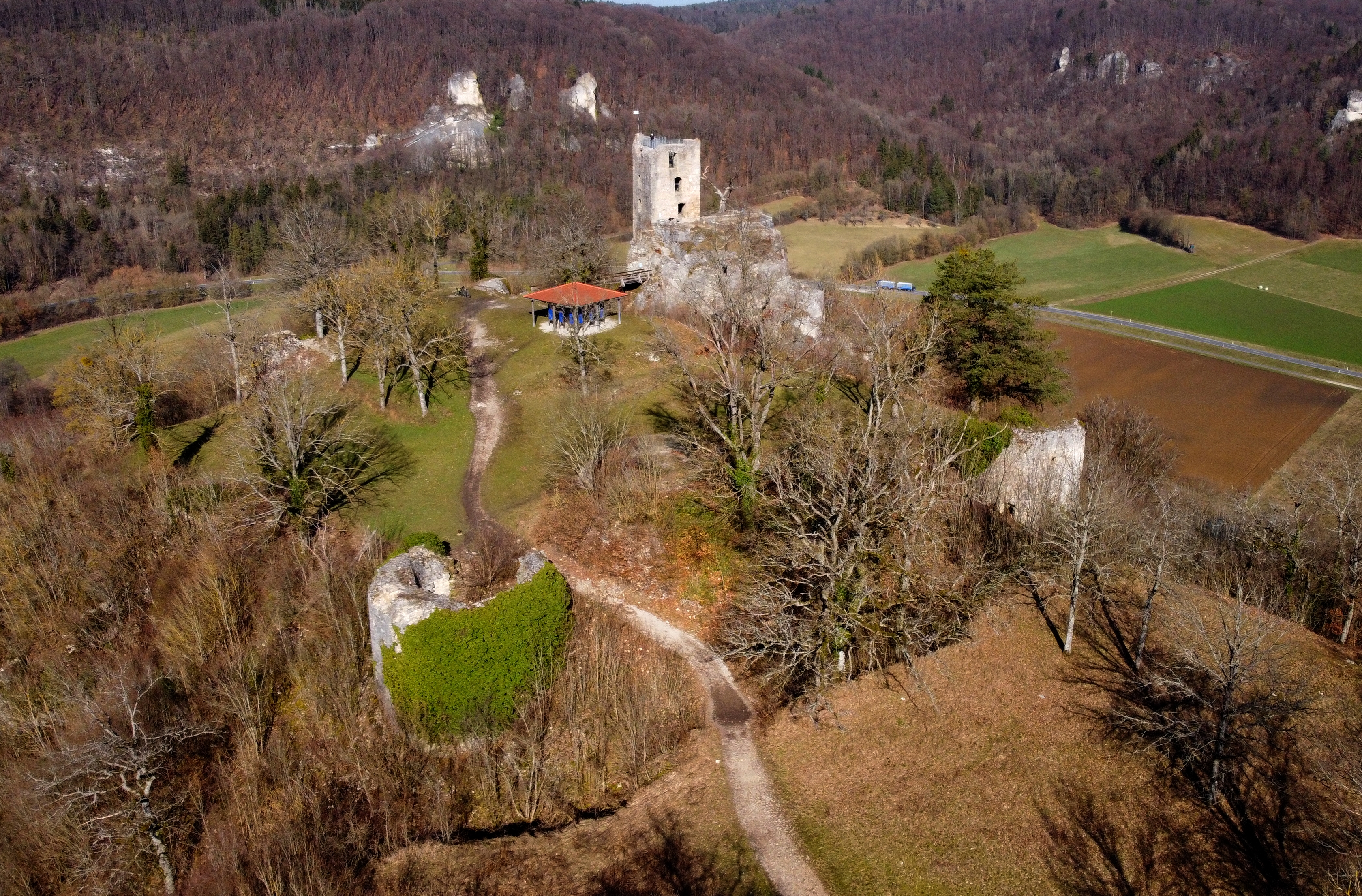
Luftbild der Burgruine Neideck von Süden. Innere Vorburg mit den beiden Artillerierondellen (frühes 16. Jahrhundert), im Hintergrund die Ruine der Hauptburg.

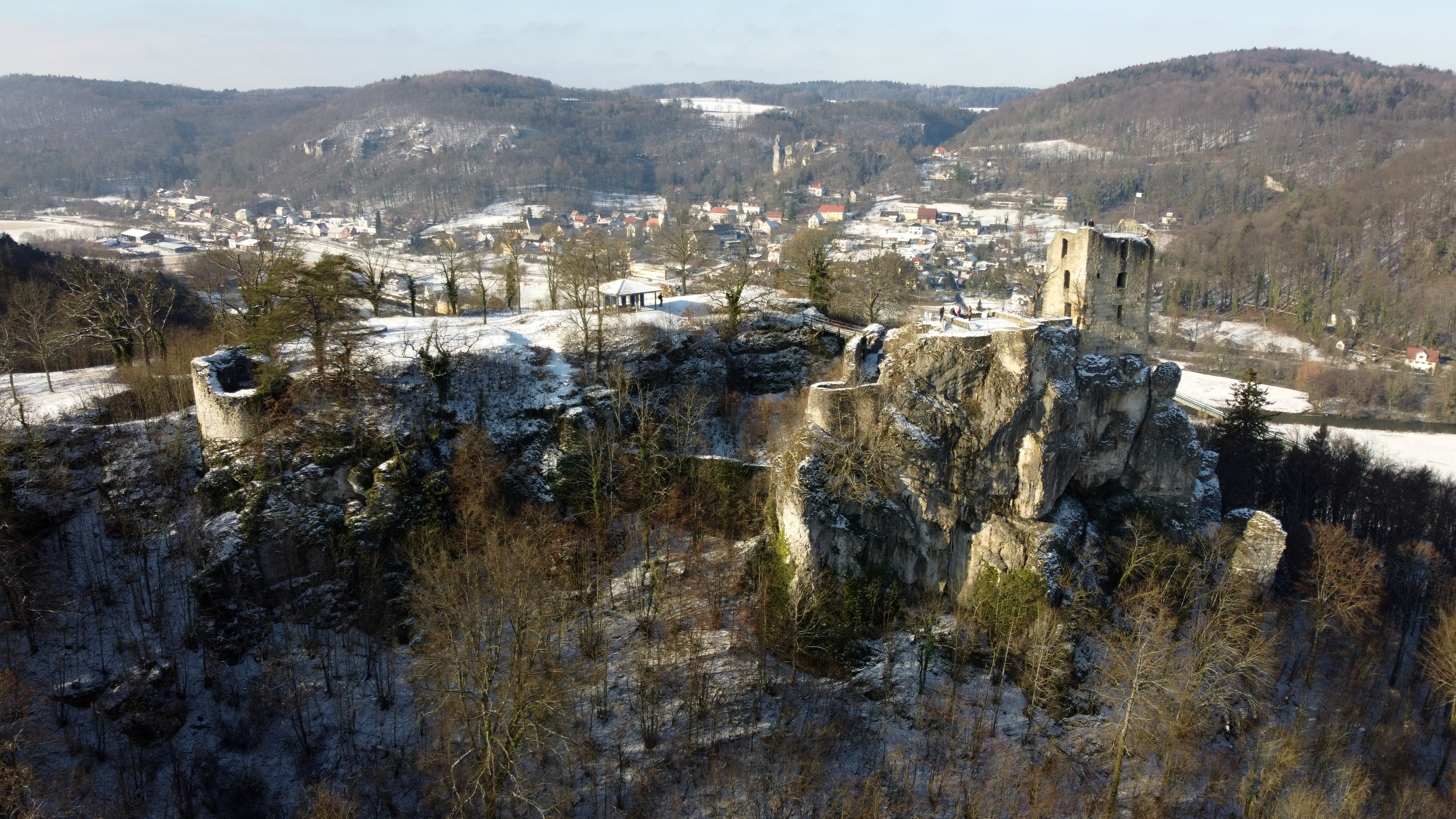
Luftbild der Burgruine Neideck aus Richtung Osten (Januar 2024)

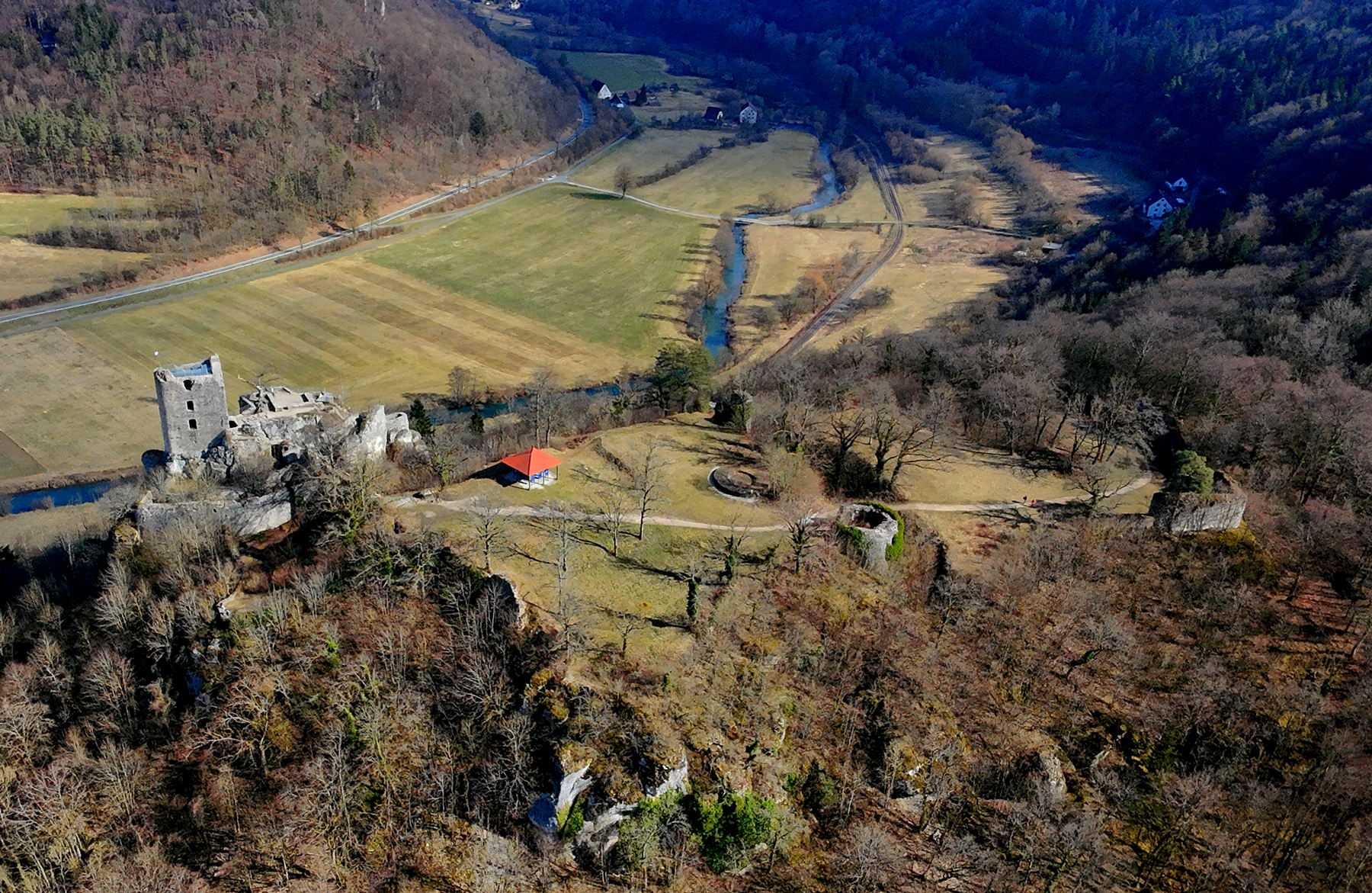
Luftbild der Burgruine Neideck aus westlicher Richtung (März 2025)

Die Burgruine Neideck ist eine ehemalige hochmittelalterliche Adelsburg über dem Dorf Streitberg, einem Gemeindeteil von Wiesenttal im oberfränkischen Landkreis Forchheim in Bayern.
Durch ihre exponierte Lage hoch über dem Tal der Wiesent ist sie ein Wahrzeichen der Fränkischen Schweiz geworden.
Die Burgruine ist frei zugänglich, der Wohnturm dient als Aussichtspunkt.

## Geographische Lage
Die Ruine der Spornburg befindet sich im Naturpark Fränkische Schweiz-Veldensteiner Forst etwa 800 Meter östlich der Kirche des Dorfs Streitberg. Sie steht über dem Wiesenttal auf einem Sporn (402,9 m ü. NN) nordnordöstlich des Wartleitenbergs (488 m ü. NN).
Man kann die Ruine auf verschiedenen Wanderwegen vom Tal oder von den Dörfern der Hochfläche aus erreichen.
In der Nähe der Burg Neideck standen noch viele weitere ehemalige Burgen: nordwestlich die Ruine Streitberg, nördlich der Burgstall Kulk auf dem Guckhüll genannten Berg, in östlicher Richtung die auf einer ehemaligen Flussinsel der Wiesent gelegene Turmburg Wöhr bei dem gleichnamigen Weiler. Südöstlich, im Dorf Trainmeusel, befand sich ebenfalls eine Burg, von der noch eine Giebelseite zu sehen ist. In direkter Nähe der Neideck, ca. 250 Meter südwestlich oberhalb, liegt der Burgstall Wartleiten und auf dem Hummerstein über Gasseldorf ein frühmittelalterlicher Burgstall.

## Geschichte

### Vor- und Frühgeschichte
Das Hochplateau über dem Wiesenttal diente bereits in vorgeschichtlicher Zeit als Siedlungsplatz. Archäologisch konnten Siedlungsspuren der Urnenfelderzeit, der späten  Hallstatt- und frühen Latènezeit, der frühen römischen Kaiserzeit und der Völkerwanderungszeit dokumentiert werden. Die ungewöhnliche Größe der mittelalterlichen Burg und die beiden ausgedehnten Vorburgen mit ihren tiefen Gräben könnten auf eine frühmittelalterliche Wallanlage hindeuten.

### Erbauer

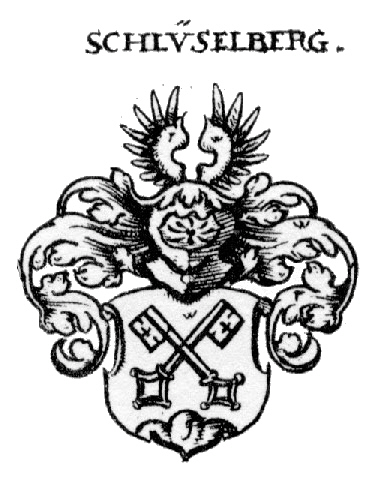
Wappen der fränkischen Familie Schlüsselberg

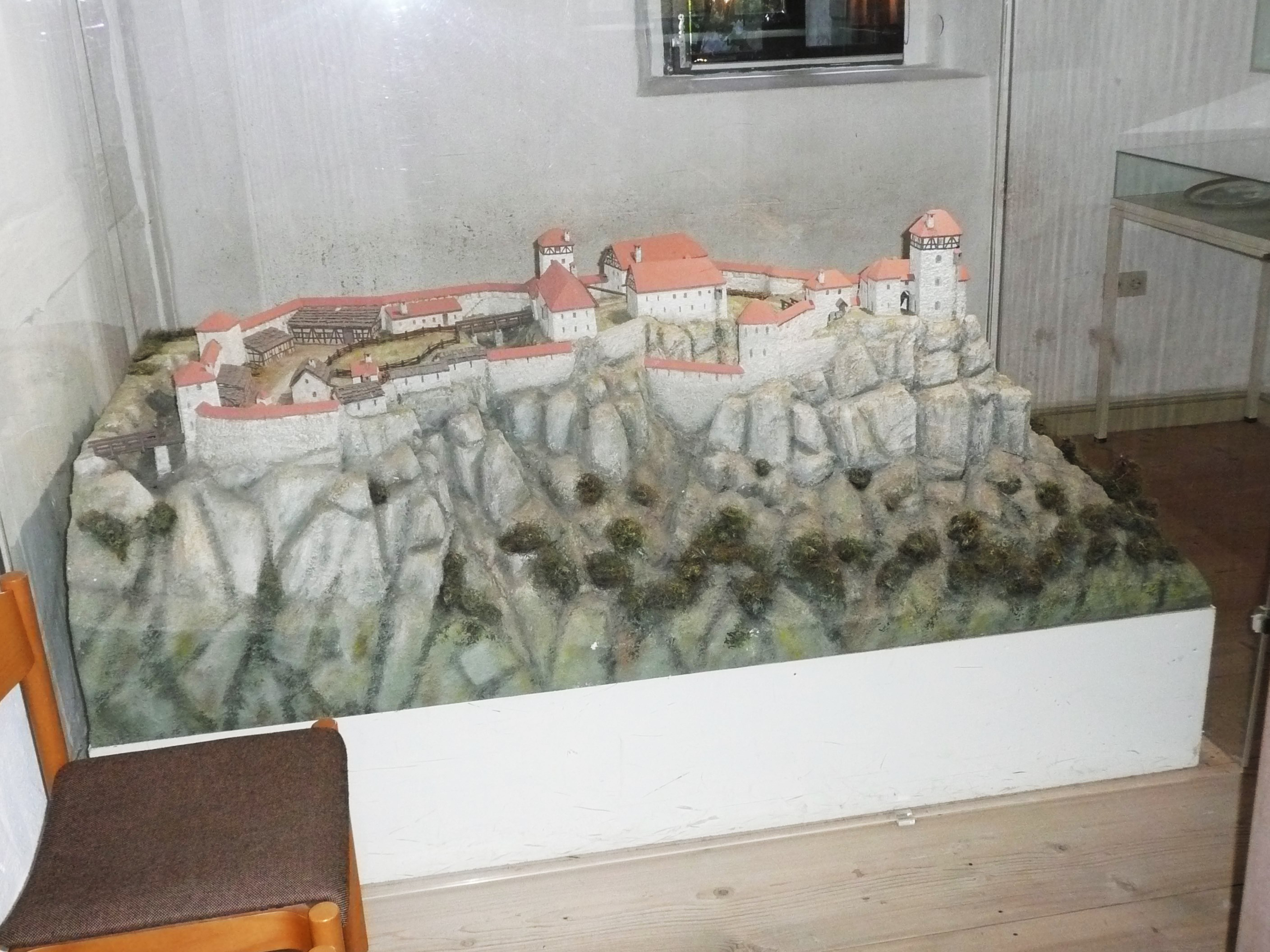
Modell der Burg Neideck im Fränkische Schweiz-Museum Tüchersfeld

Die Burg wurde 1312 als Besitz der Edelfreien von Schlüsselberg erstmals urkundlich erwähnt. Ein Heinrich von Neideck erschien allerdings bereits 1219 in einer Schriftquelle. Die Burg wurde also wohl im 12. Jahrhundert angelegt, möglicherweise bereits um 1150/60. Damals dürfte vor der Kernburg auf dem markanten Felsstock über dem Wiesenttal nur eine kleine hölzerne Vorburg gestanden haben.

### Schlüsselberger Besitz
Seit 1312 befand sie sich im Besitz von Konrad II. von Schlüsselberg, dem bedeutendsten und letzten Vertreter seines Geschlechts. Er baute die Neideck zur Festung aus. Mit einer Ausdehnung von 140 × 200 Metern zählte sie zu den größeren deutschen Burganlagen. Schildmauer, äußerer und innerer Graben, zwei Artillerietürme, Hauptgraben mit Brücke, der Wohnturm und angrenzende Gebäudeteile der Hauptburg sind noch gut zu erkennen. Als Konrad von Schlüsselberg 1347 wegen Errichtung einer Mautstelle mit den Bischöfen von Würzburg und Bamberg sowie den Burggrafen von Nürnberg in Fehde lag, wurde er von diesen angegriffen und besiegt. Konrad von Schlüsselberg fand am 14. September 1347 den Tod durch ein Steingeschoss einer Blide und die Burg wurde zerstört. Nach der Belagerung wurde die Neideck Amtssitz der Bischöfe von Bamberg.

### Bauernkrieg und Zerstörung im Zweiten Markgrafenkrieg
Nachdem die Burg den Bauernkrieg 1525 überstanden hatte, wurde sie im Zweiten Markgrafenkrieg 1553 durch die Söldner des Markgrafen Albrecht Alcibiades von Brandenburg-Kulmbach eingenommen und in Brand gesteckt. Seither ist sie eine Ruine.
Bis ins frühe 19. Jahrhundert diente die Anlage den Bewohnern des Tales als Steinbruch. Der Verfall wurde zwischen 1737 und 1743 zusätzlich durch den Abbau des Burgfelsen zur Marmorgewinnung beschleunigt.
Der zunehmende Verfall der Burgreste veranlasste die Gemeinde Streitberg kurz nach dem Zweiten Weltkrieg zu ersten Erhaltungsmaßnahmen. 1996 begann der Landkreis Forchheim mit der umfassenden Sanierung der Ruine, die 2008 mit der Eröffnung eines archäologischen Parks im Burgbereich abgeschlossen wurde. Die Arbeiten wurden zwar von archäologischen Grabungen begleitet, jedoch nicht immer nach den neuesten denkmalpflegerischen Methoden ausgeführt.

## Beschreibung

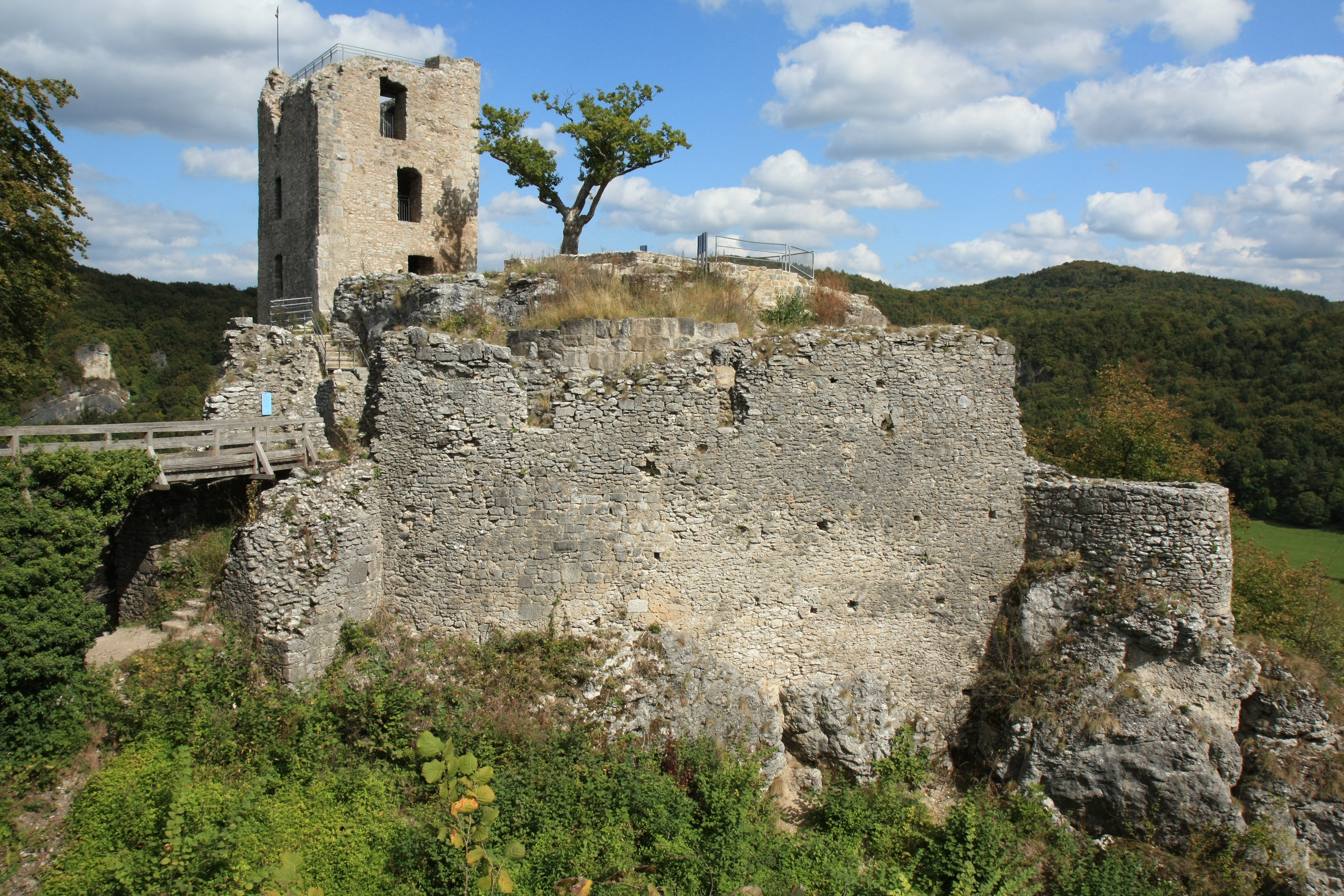
Ansicht der Hauptburg mit dem Wohnturm und dem Halsgraben von Westen

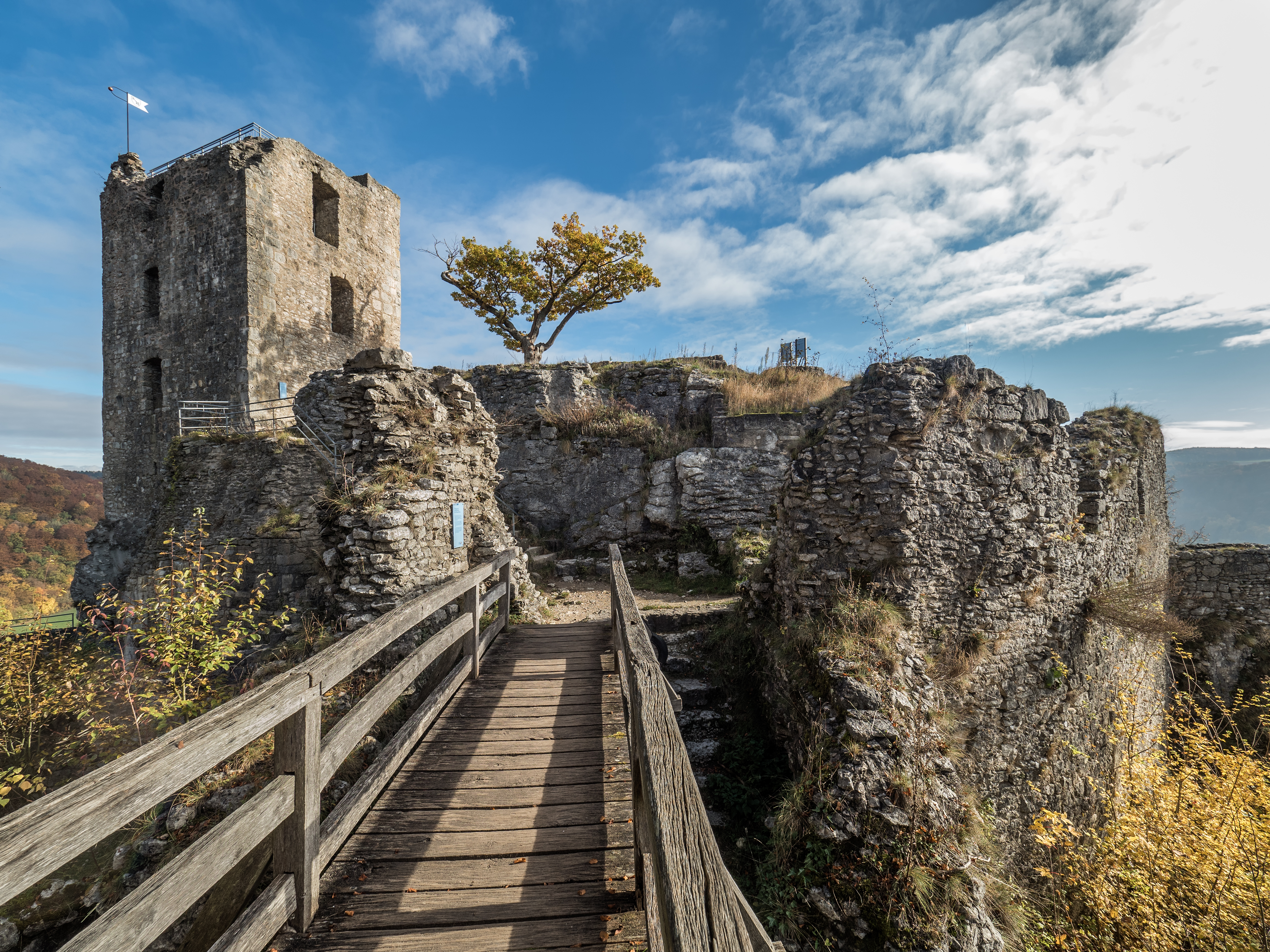
Brücke von der Vorburg zur Hauptburg

Die große Burganlage besteht aus drei durch tiefe Halsgräben getrennten Abschnitten. Bereits die äußere Vorburg war durch einen ungefähr 100 Meter langen, 22 Meter breiten und etwa 7 Meter tiefen Graben gesichert. Die dahinter aufragende hohe Schildmauer entstand um 1300. Von der sonstigen Bebauung sind nur geringe Fundamentspuren vorhanden.
Die innere Vorburg wurde im frühen 16. Jahrhundert durch zwei teilweise erhaltene Artillerierondelle verstärkt. Die Kreuzschlüsselscharten des östlichen Turmes waren für Hakenbüchsen und Armbrüste konzipiert. Die Rechteckscharten des westlichen Rondells entstanden wohl um 1531/32. Dieses Bollwerk flankierte den Zugang. Die Kurtine zwischen den Rondellen ist mit dem Tor der inneren Vorburg nahezu vollständig abgegangen.
Die Hauptburg liegt auf einer nach Nordosten vorspringenden Felsnase. Der mächtige Wohnturm ragt noch drei Stockwerke hoch empor. Er entstand nach der Zerstörung der Burg ab 1347 auf verwendbaren älteren Fundamenten und Mauerzügen. Das ehemalige Tonnengewölbe des Erdgeschosses geht wohl auf das frühe 13. Jahrhundert zurück. Über den erhaltenen drei Geschossen lag ursprünglich noch ein viertes steinernes Obergeschoss, möglicherweise auch noch ein Fachwerkaufbau. Der obligatorische Hocheingang hat sich im ersten Geschoss erhalten, der ebenerdige Zugang wurde erst in der Neuzeit geschaffen. Seit 2008 ermöglicht eine Stiege den Aufstieg bis zur 10 Meter hohen Mauerkrone.
Die übrigen Bauteile der Kernburg stammen weitgehend aus der Zeit um 1480, als die Veste nach einer Belagerung ausgebaut und verstärkt wurde. Man erkennt noch den tonnengewölbten Keller eines Gebäudes und den Schacht einer Filterzisterne. Der historische Zugang bestand aus einem spätmittelalterlichen Torhaus und einer gemauerten Brücke über den tiefen Halsgraben. Vor dem Torhaus befand sich eine kurze Zugbrücke.
Die Wasserversorgung soll teilweise von dem südlich gelegenen Trainmeuseler Brunnen, mit dem die Burg über eine 1300 Meter lange Teuchelleitung aus Eichenstämmen verbunden war, erfolgt sein. Neuere Ausgrabungen in der Kernburg ergaben allerdings, dass diese These des Nürnberger Burgenforschers Hellmut Kunstmann nicht gehalten werden kann. Bei dem angeblichen Brunnen handelte es sich in Wirklichkeit um eine Filterzisterne, die über hölzerne Leitungen von den Dachflächen des unmittelbar angrenzenden Bergfriedes und weiterer Gebäude gespeist wurde.
Der Burgplatz wird vom Bayerischen Landesamt für Denkmalpflege (Bodendenkmalpflege) als Höhensiedlung der Urnenfelderzeit, der späten Hallstatt- und frühen Latènezeit, der frühen römischen Kaiserzeit und der Völkerwanderungszeit unter der Denkmalnummer D-4-6133-0110 gelistet. Als Bodendenkmale gelten auch die untertägigen Teile der Burgruine des Mittelalters und der frühen Neuzeit.
Der Name der Burg leitet sich wahrscheinlich von der Lage auf einem niederen Eck ab. Wegen dieser wehrtechnisch sehr ungünstigen Lage errichtete man auf dem Höhenrücken über der Anlage einen steinernen Wartturm. Dieser Turm war von einem Wallgraben umgeben, der sich noch im Gelände abzeichnet. An den nahezu vollständig verschwundenen Turm erinnert die Geländebezeichnung Wartleiten (Denkmalnummer D-4-6133-0153).

## Historische Abbildungen

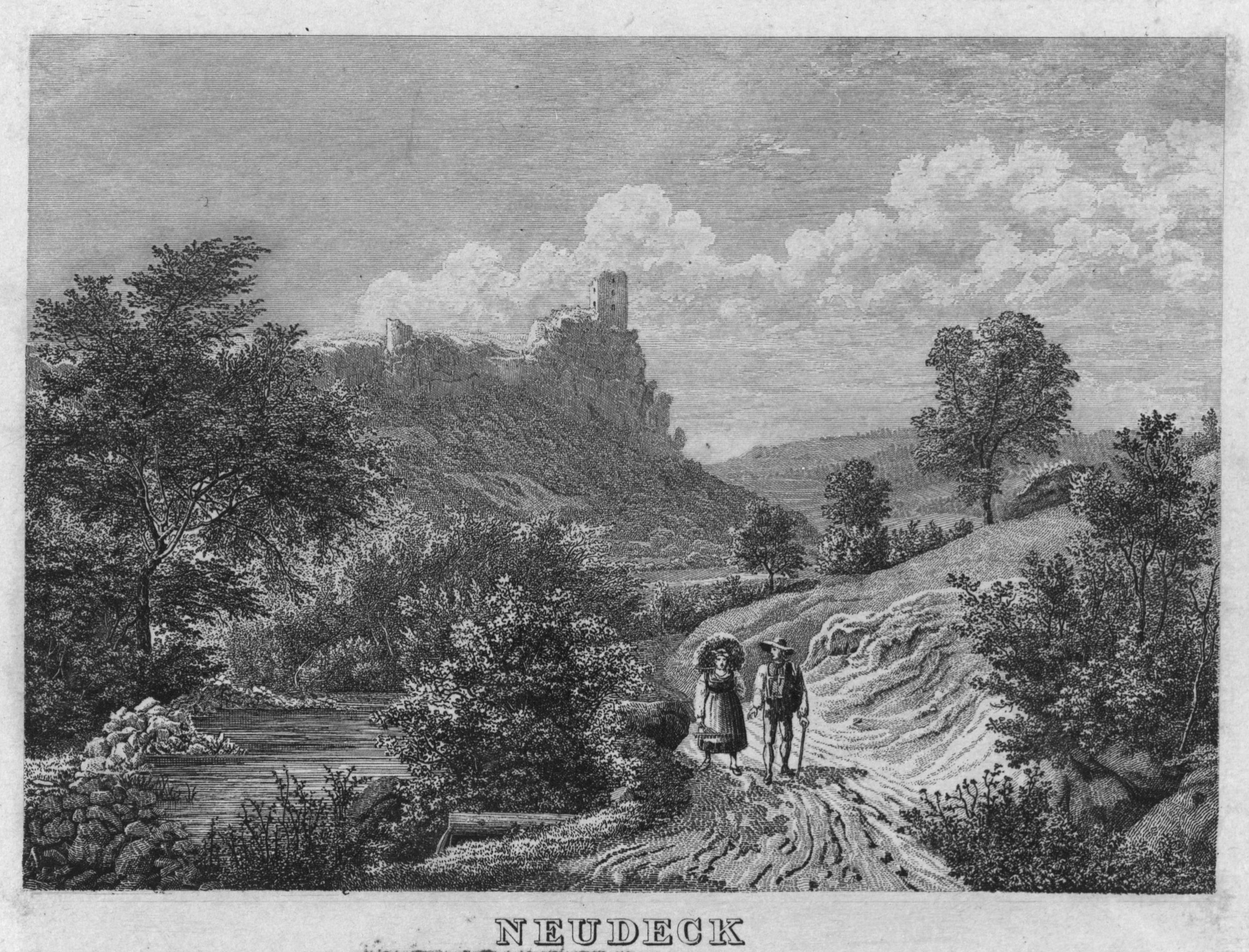
Burgruine Neideck, Stahlstich (1834) von Conrad Wießner
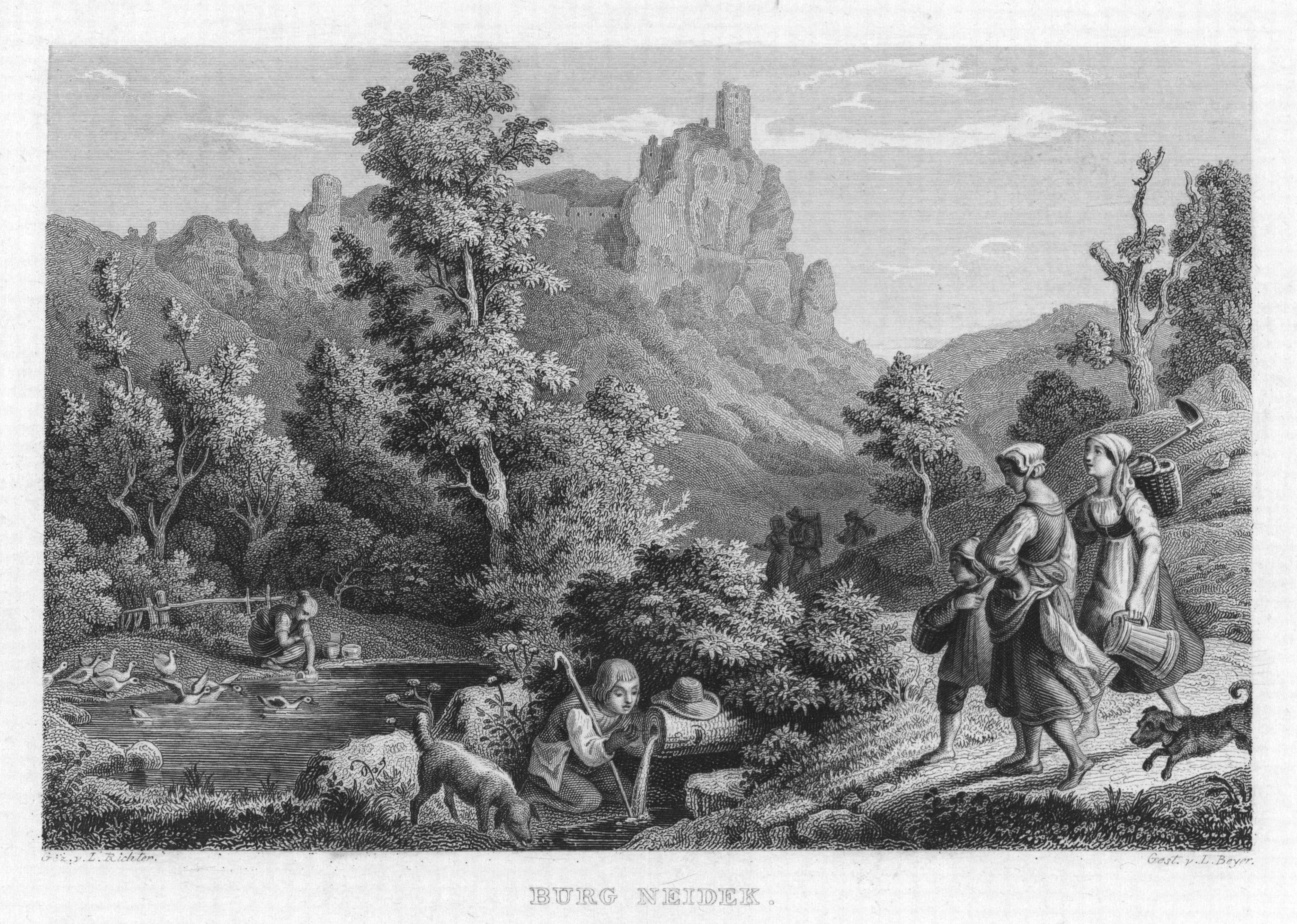
Burgruine Neideck, Stahlstich (1840) von L. Beyer nach einer Zeichnung von Ludwig Richter
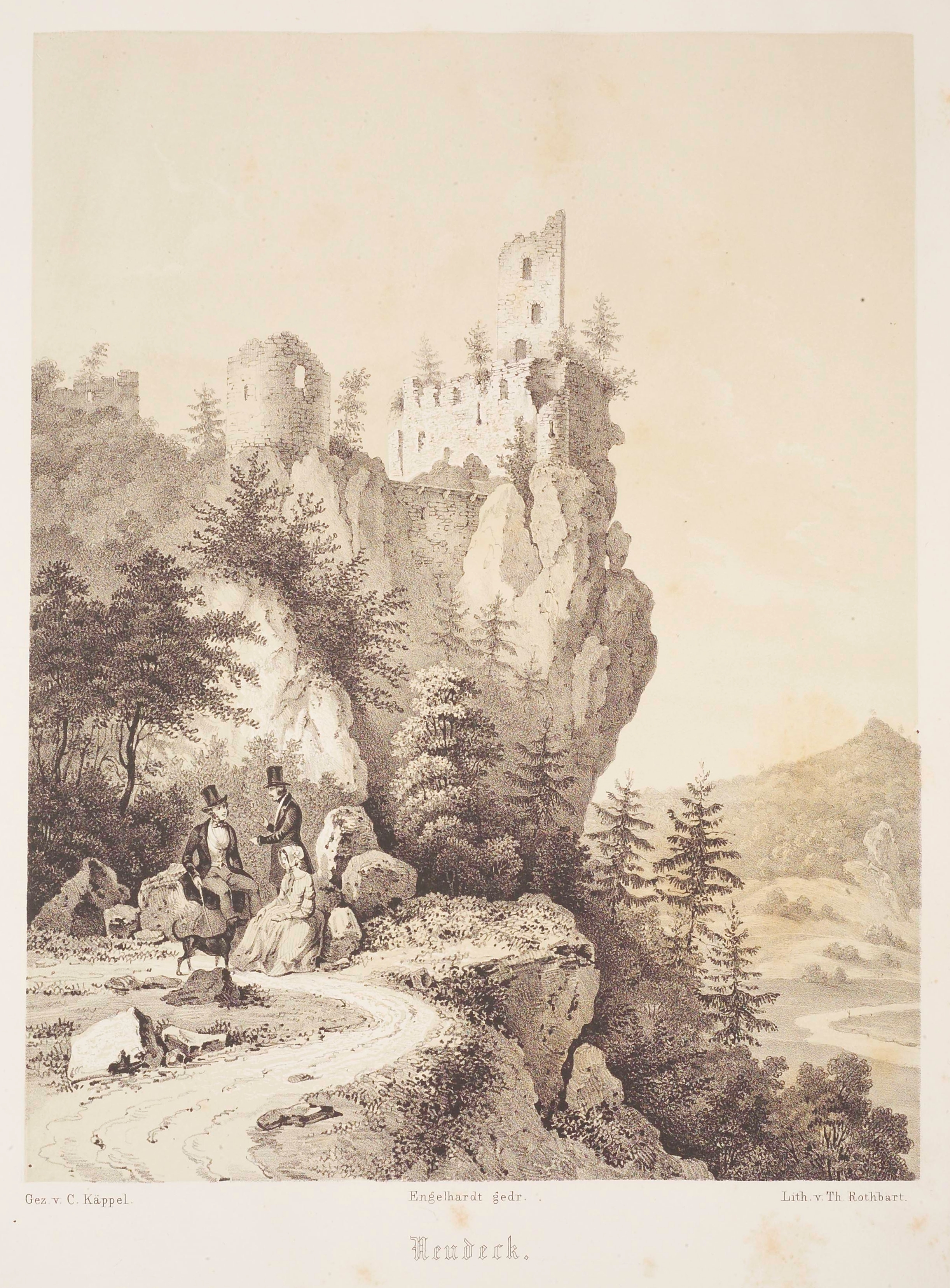
Burgruine Neideck, Lithografie (um 1840) von Theodor Rothbarth nach einer Zeichnung von Carl Käppel
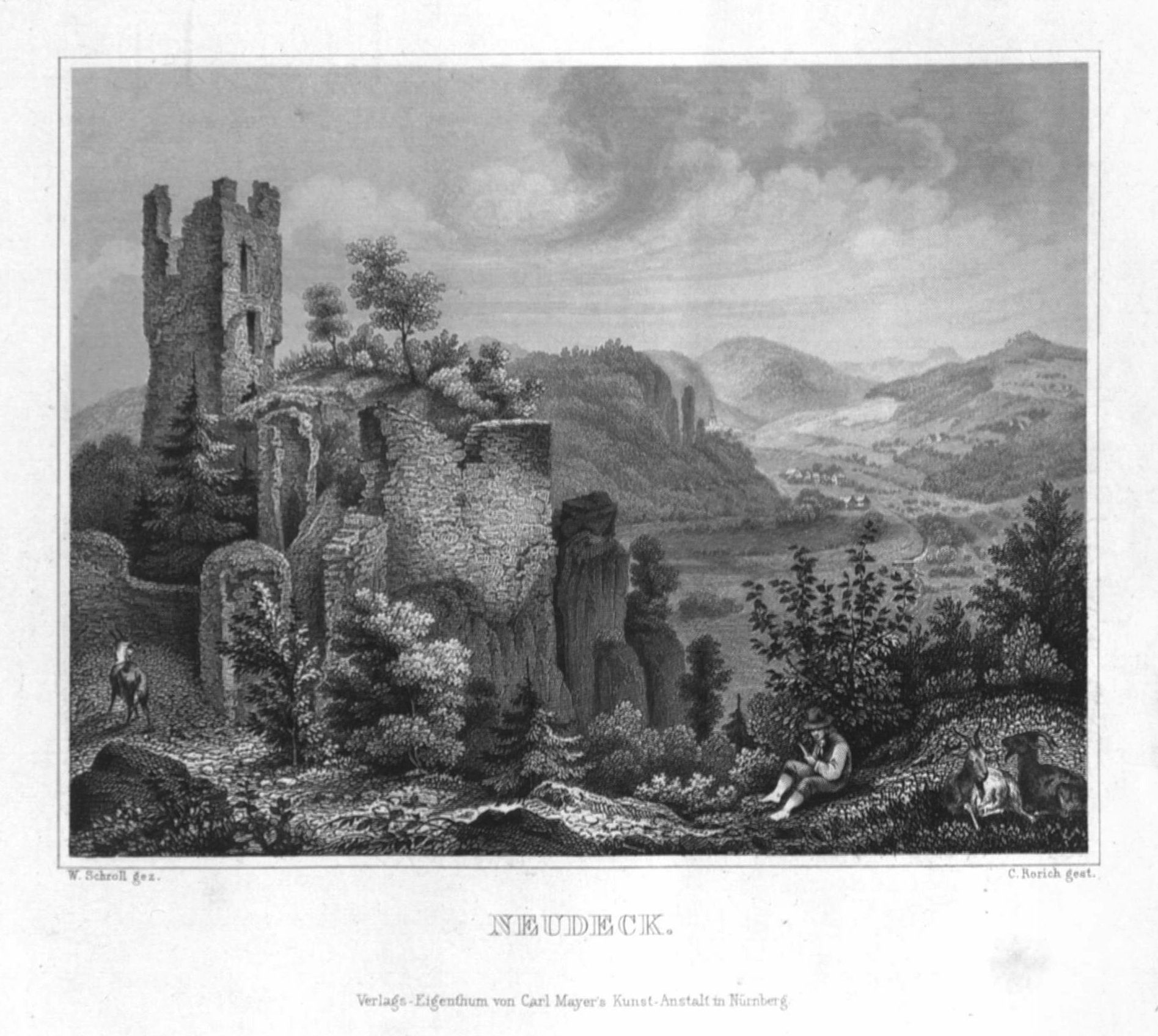
Burgruine Neideck, Stahlstich (1858)